# Epitoxis ansorgei
Epitoxis ansorgei là một loài bướm đêm thuộc phân họ Arctiinae, họ Erebidae.